# Otiorhynchus morio
Otiorhynchus morio là một loài ọ thuộc họ (Curculionidae). Nó được mô tả khoa học lần đầu tiên bởi nhà côn trùng học người Đức Ernst Friedrich Germar năm 1824.